# Viévy
Viévy ist eine französische Gemeinde mit 360 Einwohnern (Stand 1. Januar 2022) im Département Côte-d’Or in der Region Bourgogne-Franche-Comté. Die Bewohner werden Vétivicois genannt.

## Geographie
Die Gemeinde Viévy besteht aus 14 Weilern: Dracy-Chalas, Chevigny, La Chaume, Thoreille-l-Deffend (auch Défens), Morey, Chavenne, Uchey, Poncey, Le Thillot, Ebruyères, Essertenne, Visignot und Veuvrailles. Der höchste Punkt der Gemeinde mit 435 m liegt zwischen Dracy-Chalas und Visignot, der tiefste mit 316 m bei der Mühle von Auxerain, am Ufer des Flusses Lacanche. Bei La Chaume, an der nördlichen Gemeindegrenze, verläuft auf einer kurzen Streck das Flüsschen Villeneuve. Durch das Gemeindegebiet führt eine römische Straße, die einst Augustodunum (heute Autun) mit Alesia verband. Heute ist dies ein Teil der Route départementale 16.

## Geschichte
Eine Weiheinschrift für den keltischen Gott Alisanus wurde im Weiler Visignot gefunden; der Ort befand sich damals im Stammesgebiet der Haeduer.
Viévy war um 840 als Vetus Vicum bekannt, dieser Name ist der Grund für die heutige Bezeichnung der Einwohner als Vétivicois. Unter der Schirmherrschaft von Saint-Christophe gehörte das Pfarrgebiet zum Bistum von Autun sowie der Ballei und der Salzsteuerbehörde von Arnay-le-Duc.
Die Bevölkerungszahl von Viévy sank von 549 Einwohnern (1962) auf 340 (2009).

## Sehenswürdigkeiten

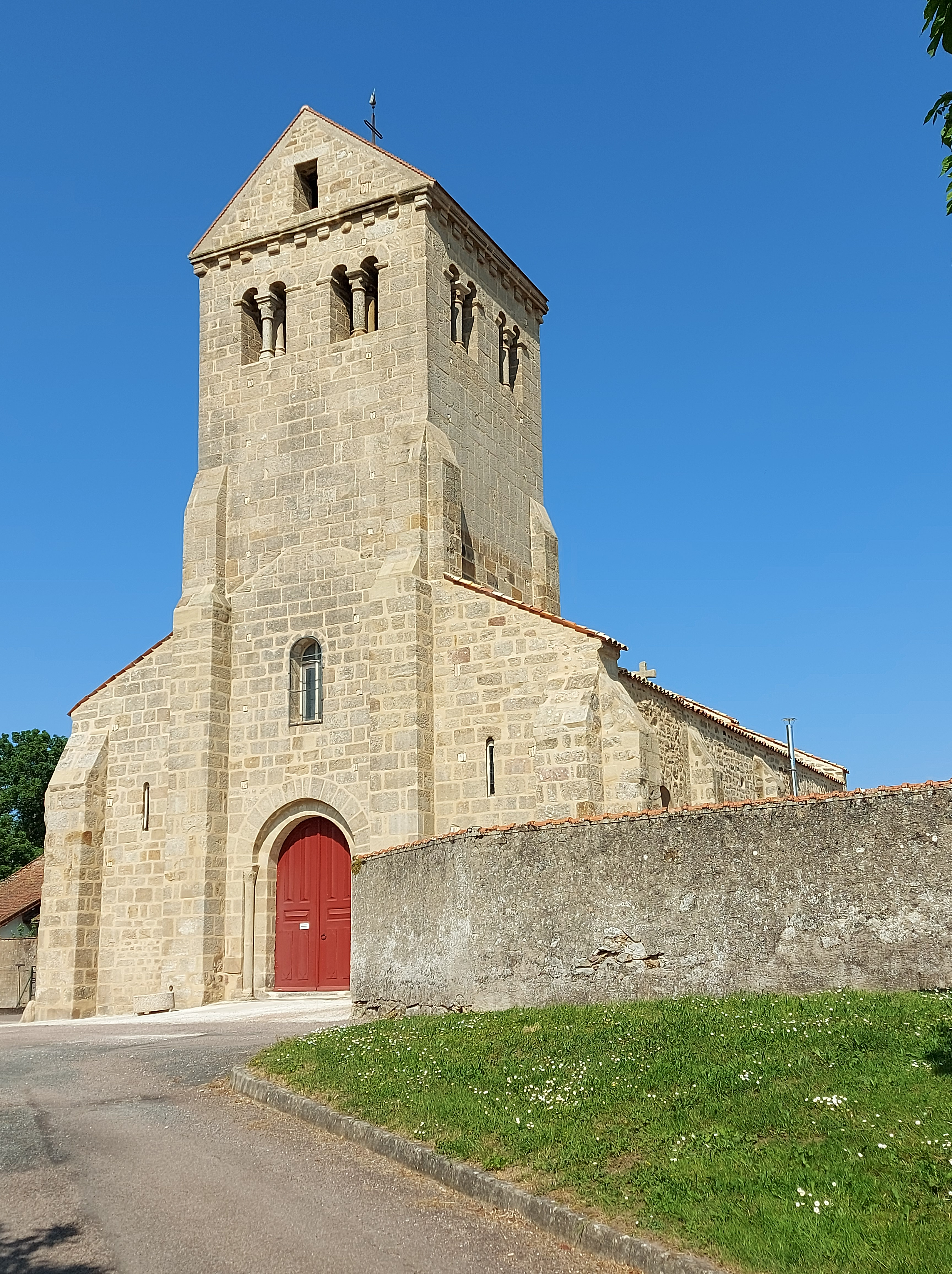
St. Christophe in Viévy

Das Château d’Auxerain, dessen Entstehungszeit nicht genau feststellbar ist, gehörte im 14. Jahrhundert dem Hugues du Bois, „chevalier, conseiller, chambellan, bailli de Charollois, seigneur d'Ausserain“, einem Offizier des Königs Philipp III. von Burgund. Später fiel das Schloss an die Familie de Tournelle. Heute ist das Gebäude nur mehr eine Ruine über dem Ortsteil Auxerain.
Das Château du Deffend wurde noch 1461 erwähnt, es lag im Weiler Deffend (heute Thoreille-le-Deffend).
Die Chapelle Saint-Amand wurde im 18. Jahrhundert im Weiler Dracy-Chalas erbaut. Eine Legende besagt, dass der Klang der Kapellenglocken Stürme fernhält.

### Pfarrkirche
Der Baubefund der Christophorus-Kirche in Vievy selbst weist auf eine nicht bruchlose Baugeschichte ab der romanisch-gotischen Übergangszeit 
im 13. Jahrhundert hin. 
Vor dem flach geschlossenen Chorjoch ist eine Vierung mit kurzem Querhaus angedeutet, das erste Langhausjoch ist tonnengewölbt, alle anderen Joche sind mit Kreuzrippen überfangen. Das Langhaus hat keine basilikale Form, aber die schmalen Seitenschiffe sind etwas niedriger als das Mittelschiff. Turm mit Satteldach.
Neben zahlreichen Heiligenfiguren des 19. Jahrhunderts in üblicher Serienmachart sind von der Ausstattung hervorzuheben: Kalksteinmadonna, um 1430, von ausgezeichneter Qualität; Zwei gravierte Grabplatten für einen Ritter und seine Frau, datiert 1334 sowie für ein Paar von 1577, beide wohl die Patronatsherrschaft darstellend und von kostümgeschichtlichem Interesse.
Im Chor Vertäfelung des 18. Jahrhunderts, links Patronatsstuhl in Mauernische. Die Kirche ist nur selten zugänglich.